# Берзиня, Рита Микелевна
Рита Микелевна Берзиня (латыш. Rita Bērziņa; род. 1932 год; село Озолниеки, Елгавский уезд, Латвия) — советский работник железнодорожного транспорта, машинист крана Рижской механизированной дистанции погрузочно-разгрузочных работ Прибалтийской железной дороги, Латвийская ССР. Герой Социалистического Труда (1981).

## Биография
Родилась в 1932 году в маленькой деревне, расположенной рядом с селом Озолниеки Елгавского дистрикта.
В 1948 г. окончила 7 классов и, продолжая учёбу в вечерней школе, стала работать секретарём-машинисткой в МТС.
С 1954 года работала сначала разнорабочей, затем (после обучения на 6-месячных вечерних курсах и месячной практики) крановщицей механизированной дистанции погрузочных работ на станции Рига-Товарная Прибалтийской железной дороги.
В 1975—1987 гг. бригадир комплексной бригады (в составе 11 человек) контейнерной площадки станции Рига-Товарная. Автор многих рационализаторских предложений.
Бригада под руководством Риты Берзини досрочно выполнила коллективное социалистическое обязательство и производственные задания Десятой пятилетки (1976—1980).Указом Президиума Верховного Совета СССР от 2 апреля 1981 года удостоена звания Героя Социалистического Труда «за выдающиеся трудовые достижения, досрочное выполнение заданий десятой пятилетки и социалистических обязательств» с вручением ордена Ленина и золотой медали Серп и Молот.
С 1987 г. на пенсии.
Член КПСС с 1973. Делегат XXVI съезда КПСС.
Награды и звания
- Герой Социалистического Труда
- Орден Ленина — дважды (04.05.1971; 1981)
- Заслуженный работник транспорта Латвийской ССР (1973).